# Мала П'ятигірка
Мала́ П'ятигі́рка — село в Україні, в Андрушівській міській громаді Бердичівського району Житомирської області. Кількість постійного населення станом на 2025 рік становить 250 осіб. 

## Історія
В час революцій 1917 року, у селі організовується самоврядування, яке твердо стоїть на позиціях Української Центральної Ради. Все панське майно переходить до власності громади, яким управляє сільрада за рішенням сільського віче. В селі організовується обов'язкова загальноосвітня школа. Також, на заклик Центральної Ради, у селі організовується самооборонна структура Вільне козацтво, яка на початку 1918 року збройно не пустили квартирувати більшовицькі загони, а також відбили у них реквізити, які ті в свою чергу захопили від армії Тимчасового уряду Росії.
На початку 1918 року, під час боїв за Бердичів, у селі квартирував український загін полку ім. Костя Гордієнка, під керівництвом полковника Всеволода Петріва, який виконував диверсійну операцію підриву залізничного мосту, аби перешкодити швидкому пересуванню московсько-більшовицьким окупаційним військам з Києва на Бердичів.

## Голодомор 1932—1933 років
Село Мала П'ятигірка у 1932—1933 роках входило до складу Малоп'ятигірської сільради Ружинського району Київської області. За свідченнями очевидців Голодомору 1932—1933 років у селі загинуло 107 осіб, імена яких на сьогодні встановлено. Мартиролог укладений на підставі довідки Малоп'ятигірської сільради, що базується на свідченнях очевидців.
Деякі задокументовані згадки
- Маслюк Марія Тимофіївна 9 років, дитина, с. Мала П'ятигірка, 1932 рік, причина смерті — голод.
- Маслюк (Любінецька) Ольга Григорівна — сестра Маслюк Ганни 28 років, с. Мала П'ятигірка, 1932 рік, причина смерті — голод.
- Маслюк Ганна Григорівна — сестра Маслюк Ольги 26 років, с. Мала П'ятигірка, 1932 рік, причина смерті — голод.
- Люх Надія Матвіївна 23 роки, с. Мала П'ятигірка, 1933 рік, причина смерті — голод.
- Бойко Марина 45 років, колгоспниця, с. Мала П'ятигірка, 1933 рік, причина смерті — голод.
- Венжик Андрій Гнатович 38 років, колгоспник, с. Мала П'ятигірка, 1933 рік, причина смерті — голод.
- Жінка, яка жила біля Нітчука А. А. (зварила двоє дітей), с. Мала П'ятигірка, 1932—1933 рік, причина смерті — голод.
- Ковальчук — дитина Ярини Ковальчук 2 роки, с. Мала П'ятигірка, 1932 рік, причина смерті — голод.
- Ковтонюк Микита 44 роки, колгоспник с. Мала П'ятигірка, 1933 рік, причина смерті — голод.
- Мошківський Антон Іванович 19 років, с. Мала П'ятигірка, 1933 рік, причина смерті — голод.
- Мошківський Іван 40 років, колгоспник, с. Мала П'ятигірка, 1933 рік, причина смерті — голод.
- Параска (жінка з-за греблі, яка зварила двох дітей), с. Мала П'ятигірка, 1932—1933 рр., причина смерті — голод.
- Постійчук Ганна Григорівна 18 років, с. Мала П'ятигірка, 1933 рік, причина смерті — голод.
- Постійчук Єва 52 роки, колгоспниця, с. Мала П'ятигірка, 1933 рік, причина смерті — голод.
- Чаплигіна Ганна (хрещена Віри Біженчихи) 20 років, с. Мала П'ятигірка, 1933 рік, причина смерті — голод.
- Іщук Микола 40 років, колгоспник, с. Мала П'ятигірка, 1933 рік, причина смерті — голод.
- Іщук Трохим 37 років, колгоспник, с. Мала П'ятигірка, 1932 рік, причина смерті — голод.

## Населення

### Мова
Розподіл населення за рідною мовою за даними перепису 2001 року:
| Мова       | Кількість | Відсоток |
| ---------- | --------- | -------- |
| українська | 390       | 98.48%   |
| російська  | 6         | 1.52%    |
| Усього     | 396       | 100%     |

## Відомі люди
- Вовк Іван Михайлович (1979—2015) — сержант Збройних сил України, учасник російсько-української війни.
- Мельник Степан Аксентійович (нар. 5 травня 1941, с. Мала П'ятигірка Андрушівського району) — громадський діяч. Почесний ветеран України. У 1960 р. закінчив середню школу. Два роки працював столяром-бригадиром Андрушівського цукрозаводу на Житомирщині. У 1962—1965 роках служив у Радянській Армії, у 1970 році закінчив біологічний факультет, у 1983 році — економічний факультет Чернівецького державного університету. У квітні 1968 р. обраний заввідділом комсомольських організацій Ленінського райкому комсомолу м. Чернівці, впродовж 1968—1972 років — інструктор Ленінського райкому Компартії України, відтак п'ять років працював на посаді начальника виробничої лабораторії Чернівецького винзаводу, з грудня 1977 по листопад 1988 році — інструктор Чернівецького обкому Компартії України. У грудні 1988 року призначений директором Чернівецького цукрового заводу — заступником генерального директора Чернівецького цукрового об'єднання. З листопада 1998 року — заступник голови Чернівецької облдержадміністрації, з січня 2001 року — радник керуючого Чернівецької філії Укрсоцбанку, з січня 2006 року — начальник відділу філії АКБ «Імексбанку», з листопада 2007 року — голова комітету ветеранів праці та дітей війни, член президії Чернівецької обласної ради Організації ветеранів України.

Обирався депутатом Садгірської районної ради та Чернівецької міської ради народних депутатів, з 2007 року — член обласної ради та член президії Чернівецької обласної організації ветеранів України.
Очолював редакційну колегію видання книги «Вони прославили Буковину» (Чернівці: Черемош, 2010. — 356 с. — ISBN 978-966-181-049-4, керівник і співавтор проєкту літературно-художнього видання «Історія і сьогодення Чернівецької обласної організації ветеранів України» (Чернівці: ВД «Букрек», 2012. — 200 с. — ISBN 978-966-399-440-6). Член редакційної ради обласної газети «Ветеран України».
Відзнаки, нагороди: Відмінник освіти України. Почесна відзнака Чернівецької міської ради — медаль «На славу Чернівців». Відзнака Організації ветеранів України «Почесний ветеран України», «Почесний ветеран Буковини». Медаль «Ветеран праці». Юхим Гусар.